# Mirjana Joković
Mirjana Joković (Мирјана Јоковић; nascuda el 24 de novembre de 1967) és una actriu de cinema i teatre sèrbia, més coneguda pel seu paper de Natalija Zovkov a Underground (1995) d’Emir Kusturica. Actualment és directora d'actuació per a la interpretació i professora d'actuació a la Facultat de Teatre del California Institute of the Arts prop de Los Angeles.

## Primera carrera a Iugoslàvia

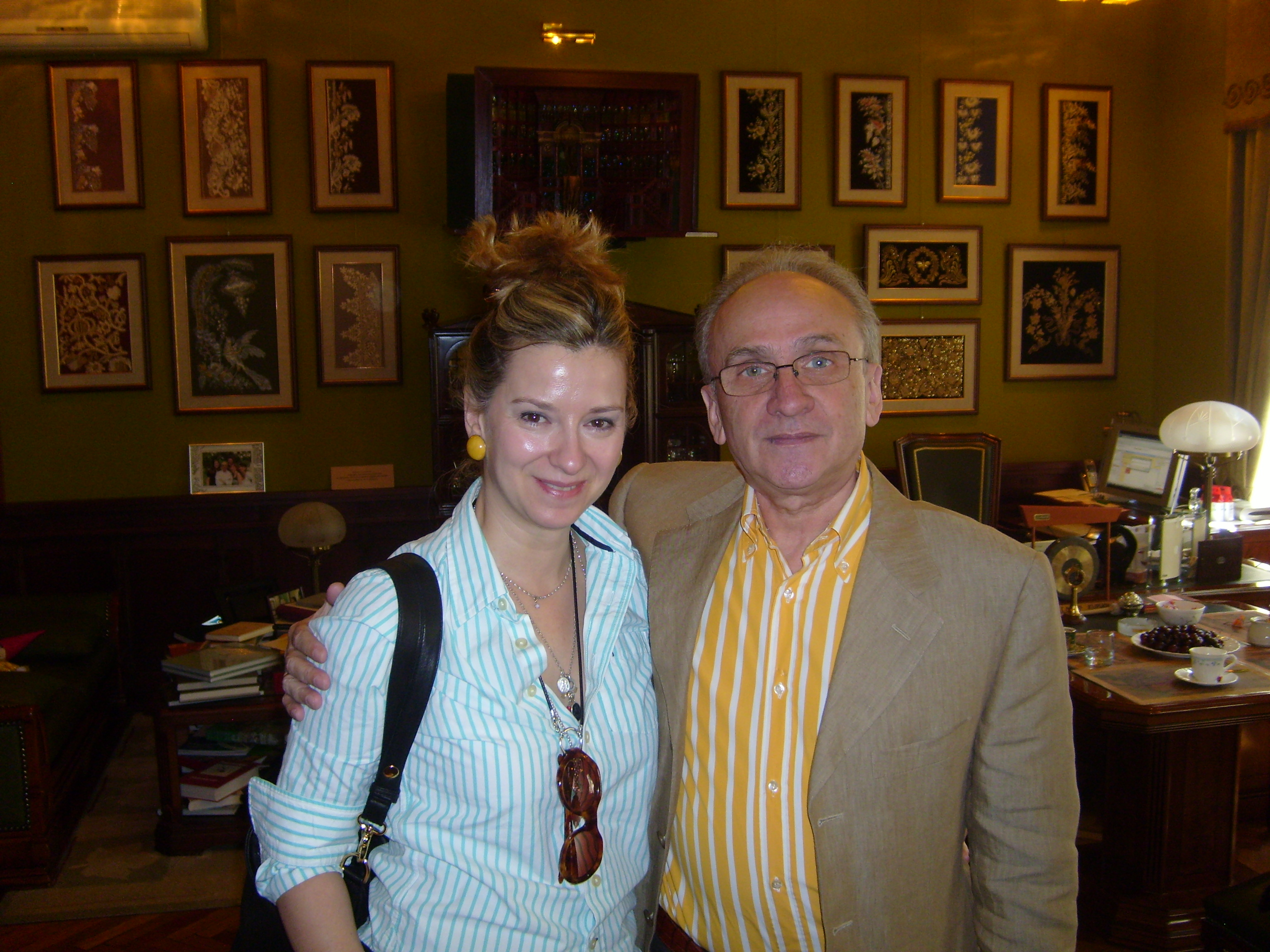
Mirjana Jokovich com a enviada cultural estatunidenca amb Anatoli Smelyanski, director de l'Escola de Teatre d'Art de Moscou, el juny de 2010

Mirjana Jokovic va néixer a Užice, Iugoslàvia. Va passar els seus primers anys a Zàmbia, on el seu pare era enginyer industrial. Es va graduar a l'Acadèmia d'Arts Dramàtiques a Belgrad i va començar a actuar al Teatre Nacional i al Teatre Dramàtic Iugoslau de Belgrad i en pel·lícules i televisió. Va debutar com a actor a la sèrie dramàtica Put na jug. Va ser un personatge habitual de la popular sèrie de televisió iugoslava "Grey Home", i el 1988 va ser anomenada millor actriu protagonista al Festival de cinema de Rio de Janeiro i millor actriu internacional al Festival Internacional de Cinema de Sant Sebastià a Espanya.
El 1989, va protagonitzar amb Daniel Day-Lewis la pel·lícula argentino-britànica Eversmile, New Jersey dirigida per Carlos Sorin i va guanyar el premi a la millor actriu pel paper al Festival Internacional de Cinema de Sant Sebastià 1989. el 1991 va protagonitzar la pel·lícula alemanya Das serbische Mädchen,després es va traslladar als Estats Units, tot i que va continuar fent pel·lícules a Europa. Va protagonitzar Vukovar, jedna priča (1994) que li va valer el premi Iugoslau a la millor actriu. El 1995 va interpretar la protagonista femenina a la pel·lícula Underground , dirigida per Emir Kusturica, que va guanyar la Palma d'Or a la millor pel·lícula al Festival de Cinema de Canes l'any 1995 i el New York Critics Circle Award a la millor pel·lícula estrangera. També va fer Tri letnja dana (1997), pel qual va rebre un altre premi a la millor actriu iugoslava, i Bure baruta, que va guanyar un premi especial del Festival de Cinema de Venècia el 1999.

## Carrera al teatre i cinema nord-americà
La seva carrera als Estats Units va començar al teatre, ja que va aparèixer a la producció off-Broadway de "Mud, River Stone" de Lynn Nottage al Playwrights Horizon Theater. També va aparèixer al cor i com a Chrysothemis a la producció de Broadway de Electra dirigida per David Leveaux.
De 1999 a 2001 va treballar a l'American Repertory Theatre a Cambridge (Massachusetts). Els seus papers a ART inclouen Dulle Griet a "Full Circle" de Chuck Mee, Hermione a Shakespeare"The Winter's Tale", Desdemona  a "Otel·lo", la part de Natasha/Olga Knipper a "Tres farses i un funeral" de Robert Brustein, i "Mare Coratge i els seus fills" de Bertolt Brecht.
El 2003 va actuar a "Romeu i Julieta", dirigida per Emily Mann, al McCarter Theatre i va fer la pel·lícula "A Better Way to Die" dirigida per Scott Wiper per a HBO. També va protagonitzar Off-Broadway a "Necessary Targets" de Eve Ensler, Electra de Sòfocles al Hartford Stage i Les tres germanes d'Anton Txèkhov al American Conservatory Theatre de San Francisco.
Després del seu paper protagonista a "Underground", ella ha aparegut en diverses pel·lícules europees i americanes. Va interpretar el paper d'Elena Iscovescu a "Side Streets", el 1998; el paper d'Adrijana, a "Strsljen " (també conegut com The Hornet, Le frelon i Grenxa) el 1998; el paper d’Ana a Bure baruta (també coneguda com Cabaret Balkan, The Powder Keg, i Baril de poudre) el 1998; el paper de cambrera d’hotel a "Va passar a Manhattan" in 2002; i com a Tess a "Private Property" el 2002.
L'any 2005 va començar a impartir classes a la Facultat de Teatre del California Institute of the Arts a Valencia.
L'abril de 2010 va ajudar a organitzar el primer taller de teatre via Internet entre CalArts i l’Escola del Teatre d'Art de Moscou, sota els auspicis de la Comissió Presidencial Binacional creada pel president Barack Obama i el president rus Dmitri Medvedev. El juny de 2010 va ser convidada a venir a Moscou per l’Ambaixada dels Estats Units com a primer enviat cultural de la Comissió Presidencial Binacional a estimular nous intercanvis amb teatres i escoles de teatre de Moscou.
El 2019 va protagonitzar la pel·lícula canadenca Easy Land.